# Märket
Märket es una pequeña isla en el mar Báltico, compartida entre Finlandia (Estado libre asociado de Åland) y Suecia (provincia de Estocolmo y de Upsala). Rocosa, desnuda y con solo un faro que funciona automáticamente, forma parte de una zona Ramsar, el archipiélago de Signilskär-Märket, gracias a las numerosas aves marinas y focas que viven en ella.
Probablemente emergió a la superficie durante el siglo XVI gracias al rebote isostático. Desde 1809 la isla se compartió entre Suecia y el Imperio ruso y se dividió con una frontera que la atravesaba de costa a costa, lo que la hace candidata al título de la isla del mundo más pequeña separada por una frontera terrestre internacional. Como el arrecife representa un peligro para la navegación, se construyó un faro en la zona supuestamente finlandesa aunque en la revisión de la frontera se comprobó que estaba en la zona sueca; por ello se modificó la frontera. Desde que el faro se automatizó en 1977, Märket se encuentra deshabitada, aunque podría recibir un número creciente de turistas gracias a su fauna salvaje y como consecuencia de la restauración de los edificios que se inició en mayo de 2007.

## Geografía

### Localización

Mapa de Åland con Märket con un círculo rojo.

Märket es una isla europea situada en Fennoscandia (en el mar Báltico), en la entrada del golfo de Botnia que se encuentra al norte de la isla. Märket está situada a medio camino entre las islas que bordean la provincia sueca de Upsala y de Estocolmo al oeste, y el archipiélago finés de Åland al este, del cual forma parte desde el punto de vista geográfico. El trozo de tierra más cercano es el arrecife sueco de Märketshällor, un grupo rocoso de unos 100 metros de longitud, situado a unos 1100 metros hacia el noroeste. Al este, y a una distancia de 23 kilómetros, se encuentra la gran isla de Fasta Åland, y a algo más la costa sueca, mientras que la distancia entre la Finlandia continental y Märket es de 130 kilómetros.

### Topografía

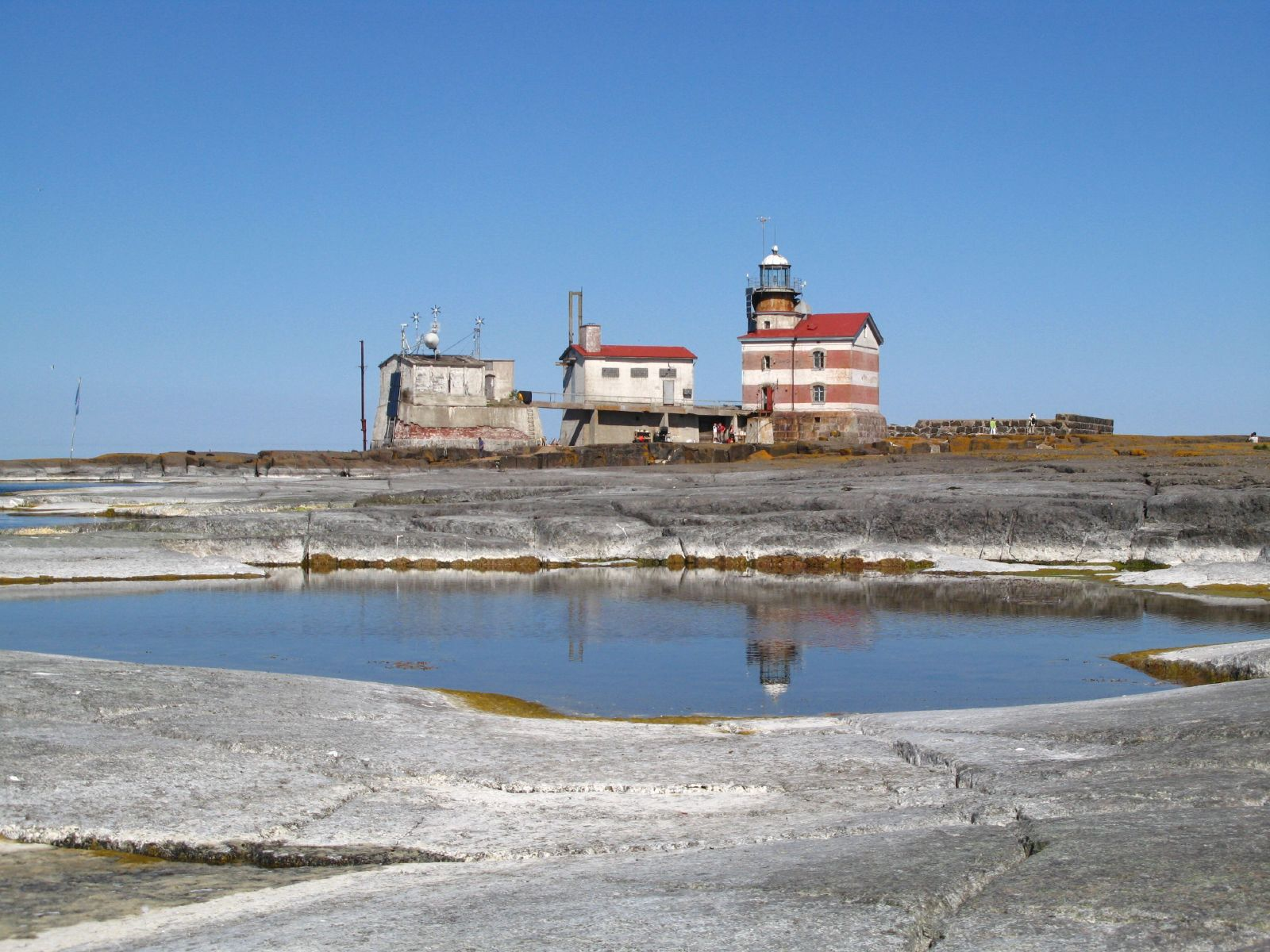
Una pequeña depresión llena de agua en Märket y el faro en un segundo plano. La isla no presenta ninguna elevación de importancia, y el punto más alto exceptuando las construcciones es de dos metros de altitud.

Sin embargo, Märket solo tiene una superficie plana fiable, y las rocas son afiladas y existen numerosas fallas. En la costa norte se encuentran los dos únicos puertos naturales de la isla dotados cada uno de una anilla para estibar los barcos de pasajeros.  Existe una profundidad de 10 metros a 20 metros de distancia de la isla, y 76 metros de profundidad a 400 metros de distancia hacia el norte desde la punta septentrional de la isla. En cambio, las costas sur, este y oeste están bañadas por aguas poco profundas hasta una distancia de cientos de metros. El umbral de los 10 metros no se alcanza hasta los 200 metros de la costa sur, hasta los 300 metros de la costa este y hasta los 500 metros de la costa oeste. Algunos islotes rodean a la isla principal, siendo el más importante uno que tiene 20 metros de longitud y 10 metros de anchura, y que está situado en el extremo occidental de los arrecifes.

### Geología

Mapa de Märket que muestra el crecimiento entre 1810 y 1980 debido al rebote isostático.

Las rocas de Märket están compuestas de diabasas, rocas subvolcánicas, con una edad de 1265 millones de años que emergen cerca de la isla para formar pequeños arrecifes y peñascos. Debido al rebote isostático que golpea a toda Escandinavia desde el final de la última glaciación hace aproximadamente 10 000 años, la corteza terrestre se eleva, lo que permite que ciertas islas emerjan y la tierra gane superficie. Esto ha provocado que Märket haya aumentado su tamaño desde las primeras mediciones en 1810. La isla así se ha alargado más de 80 metros y se ha ensanchado unos 30 metros en menos de dos siglos, y la elevación del terreno sigue a razón de 5,5 milímetros por año en relación con el nivel del mar.

### Clima
Märket, sometida a un clima continental suavizado por las influencias oceánicas, tiene fama por ser uno de los lugares más ventosos de Finlandia. En 1896, los guardianes del faro empezaron a gestionar una estación meteorológica, que el 10 de noviembre de 1977 se automatizaría, algo después de la automatización del faro.
El efecto del mar es muy importante en el clima de la isla. La inercia térmica reduce de forma importante las fluctuaciones de temperatura a lo largo del año en relación con el continente e igualmente cuando se compara con la parte central de Fasta Åland, la isla más grande del archipiélago de Åland. Märket tiene así mismo cinco récords diurnos de temperatura entre las estaciones meteorológicas de Finlandia, todos en el periodo de tiempo entre el 29 de noviembre y el 1 de enero. Por ejemplo se registraron 10,2 °C el 15 de diciembre de 2006 u 8,8 °C el 31 de diciembre de 1975. La temperatura media anual se acerca a los 6 °C, y es una de las más altas del país, con un mes de enero mucho menos exigente que en el continente (Märket tiene una media de –2,5 °C) y un verano fresco (una media de 15,9 °C en julio). La isla tiene sensiblemente menos precipitaciones que el continente, con una pluviometría anual que no sobrepasa los 550 milímetros de media.
Las aguas que bañan la isla se transforman en bancos de hielo durante el periodo invernal pero puede mantenerse libres durante un invierno suave.

### Fauna y flora

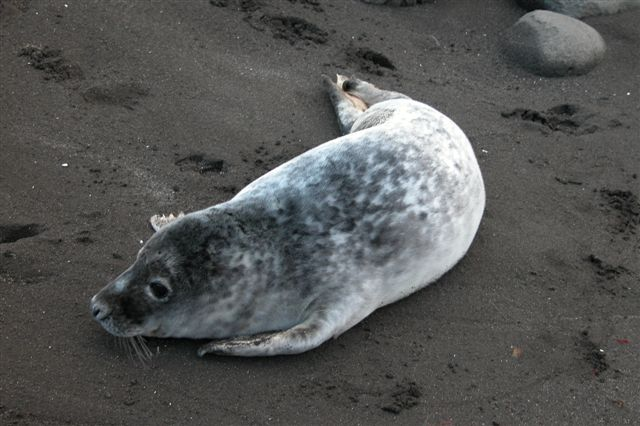
Una foca gris joven en las islas Feroe.

La vegetación de Märket es muy pobre, ya que solo algunas plantas halófilas de tallos modestos son capaces de sobrevivir a las olas que cubren normalmente la totalidad de la isla. En total en 1998 se identificaron 23 especies vegetales. Las principales son las gramíneas (especialmente una especie de agrostis y dos de festuca: la Poa pratensis, los Phragmites y una especie de planta de caña), los sedums, las ciperáceas, tres especies de juncos, las centidonias (rumex), las Caryophyllaceae (por ejemplo la hierba gallinera), dos especies de asteráceas (una matricaria y el tussilago), una especie de ranunculáceas (Ranunculus acris) así como sauces de pequeña talla.
Es frecuente observar focas grises y focas anilladas, lo que constituye una atracción turística. Las aves marinas son también muy numerosas y la isla forma parte del archipiélago de Signilskär-Märket, una zona marítima protegida con una superficie total de 22 566 hectáreas y clasificada como sitio Ramsar desde el 28 de mayo de 1974.
Las aguas circundantes son propicias para la pesca, tanto deportiva como comercial. La especie más comúnmente pescada es el arenque del Atlántico (Clupea harengus) de la subespecie báltica. Otra especie frecuentemente pescada de forma industrial en el mar de Åland es el Sprattus sprattus. Las platijas se encuentran de vez en cuando en esta parte del mar Báltico, mientras que los pescadores no profesionales buscan la trucha de mar (Salmo trutta) y el salmón.

### Frontera
Märket es una isla especial ya que está dividida por una frontera terrestre internacional, a pesar de su pequeño tamaño. De hecho, la frontera entre Finlandia y Suecia la atraviesa por en medio desde 1809. La costa oeste de la isla por tanto se encuentra administrada por Suecia, y está compartida por dos provincias: el norte está ligado al pueblo de Gräsö, en el municipio de Östhammar de la provincia de Upsala mientras que el sur está administrado por el pueblo de Singö, en el municipio de Norrtälje de la provincia de Estocolmo. La costa este de la isla se encuentra administrada por el municipio de Hammarland que pertenece al territorio autónomo finlandés de Åland.
Está frontera está señalada con 10 marcas en los peñascos, cada una en las zonas de inflexión de la frontera. Esas marcas se desplazan cuando es necesario debido a los reajustes de la frontera, cada 25 años. La materialización por otros medios se considera imposible debido a las condiciones meteorológicas hostiles a las que la isla se encuentra expuesta frecuentemente, entre las que se encuentran las olas incesantes y las heladas invernales. La única construcción en la isla, un faro erigido en 1885, constituye así el lugar y el edificio más al oeste de Finlandia.

## Historia

### Emersión y descubrimiento
La fecha exacta de la emersión de Märket debido a los efectos del rebote isostático es desconocida. Teniendo en cuenta la mínima altura de la isla y el ritmo del rebote postglacial de la región, superior a 5 milímetros por año, la isla debió estar cubierta por las aguas del mar Báltico hasta el siglo XVI. No se hace ninguna mención a la isla hasta el siglo XVIII, pero a partir de la década de 1800 la isla vio encallar a un gran número de barcos.
La frontera entre Suecia y el Imperio ruso se fijó el 1 de septiembre de 1809, tras la firma del Tratado de Fredrikshamn entre esos dos Estados, lo que puso fin a la Guerra Finlandesa que hizo que el Gran Ducado de Finlandia pasase de manos suecas a manos rusas. Según ese tratado, las fronteras estarían fijadas sobre elementos geográficos (corrientes de agua, mares, etc.) y la frontera marítima estaría entonces marcada por el golfo de Botnia sobre una línea equidistante entre las costas suecas y finlandesas. Tras recoger detalles topográficos en 1811, se comprueba que la línea equidistante atraviesa de lado a lado la isla de Märket por lo que se divide entre los dos estados y se convierte en el punto más occidental del Imperio ruso.

### Construcción y explotación del faro
El aislamiento y la peligrosidad de la isla para los barcos hizo de la isla una candidata ideal para construir un faro. La primera visita de marcación tuvo lugar en 1877 y la planificación comenzó bajo las órdenes del arquitecto Georg Schreck quien se hará famoso por sus construcciones en Tampere como la del ayuntamiento de la ciudad. La mayor parte de la construcción se llevó a cabo en el verano de 1885 durante el cual los obreros se encontraron con condiciones climáticas difíciles, en particular con una fuerte tempestad que vino del norte durante el mes de mayo. En septiembre de 1885 los trabajos de construcción acabaron y el faro se inauguró el 10 de noviembre de 1885. El faro consiste de un edificio de 5 plantas que incluye un sótano, dos plantas de dormitorios, un desván y el faro propiamente dicho. En total está previsto para alojar a cinco fareros. La luz, situada a 16 metros de altura, tiene un alcance de 8,5 millas náuticas. Otros dos edificios se encuentran adjuntos, un almacén y una sala de máquinas que se edificó durante la década de 1950. Diferentes equipos se sucedieron a lo largo de 91 años en el faro hasta que los últimos fareros lo abandonaron en 1976 y la automatización del faro se llevó a cabo al año siguiente.

### Rectificación del trazado de la frontera
Las nuevas mediciones cartográficas efectuadas en 1981 demostraron que el faro, hasta entonces supuestamente construido en el lado finlandés de la isla, se encontraba en realidad en el lado sueco. Entonces Suecia y Finlandia se pusieron de acuerdo para modificar el trazado de la frontera con la intención de que el conjunto de construcciones de la isla (el faro y los edificios anexos) estuviesen en Finlandia a través de un intercambio de territorios. Las fronteras marítimas no podían cambiarse sin acarrear repercusiones en las zonas de pesca, por lo que se decidió que la misma superficie de terreno se intercambiaría en la misma isla, por lo que la frontera se modificó el 1 de agosto de 1985. Desde entonces tiene la forma de una S con una longitud de alrededor de 490 metros, cuando anteriormente tenía solo unos 100 metros.

### Perspectivas

#### Necesidad de restauración de las instalaciones
Tras la automatización del faro a principios del año 1977, la ocupación permanente de la isla se ha detenido y las visitas son más esporádicas. El cuaderno de bitácora del farero conserva historias de los pescadores, de los guardias fronterizos, del guardián, de los radioaficionados y de algunas personalidades que han visitado la isla. De hecho los radioaficionados tienen un interés particular por la isla de Märket, ese territorio aislado que para ellos es como un país separado conocido bajo el nombre de Market Reef, de código OJ0
. Además, numerosas expediciones se llevan a cabo cada año. Mientras, los edificios (el complejo de habitaciones y el almacén) han estado durante mucho tiempo abandonados y esto ha hecho que se hayan degradado desde la salida de los últimos fareros.
Para conmemorar los 30 años de la partida de los fareros, la autoridad postal de Åland ha impreso para los amantes de la filatelia dos series limitadas de sellos conmemorativos con una tirada de 5000 y 10 000 ejemplares. En cooperación con la asociación finlandesa de faros, se ha organizado además una operación que pretende sellar los sellos en la isla y los beneficios de esta operación se dedicarán a la restauración de los edificios.

#### Inicio del turismo en Märket

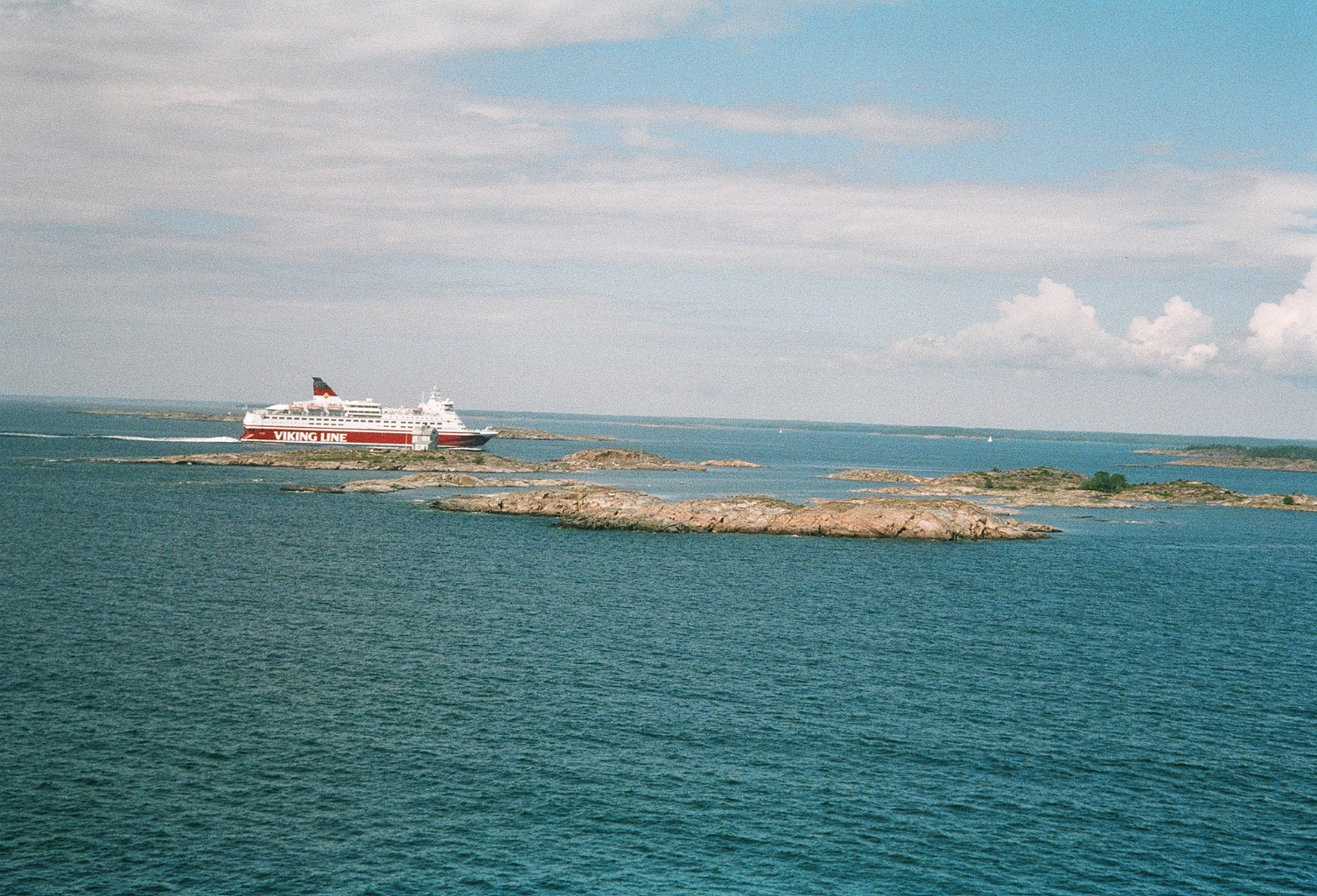
Un transbordador se acerca al puerto principal del archipiélago de Åland. El crecimiento del turismo en el territorio autónomo abre nuevas oportunidades de desarrollo turístico en Märket.

La asociación finlandesa de faros, una organización ligada a la administración marítima finlandesa con más de 250 miembros, se ha fijado como objetivo desde su creación restaurar los faros de Finlandia que se encuentran abandonados y revalorizar el patrimonio, sobre todo a través de la explotación turística.
El 15 de mayo de 2007, un pequeño grupo de voluntarios de la asociación desembarcó en la isla, tras alquilar las instalaciones a la administración marítima finlandesa para el verano, con el objetivo de restaurar a fondo el faro y para desarrollar el turismo en la isla. La asociación ha seguido el ejemplo del faro del islote de Bengtskär, situado cerca de Hanko, que se encontraba abandonado en 1985 y que acoge actualmente a más de 10 000 turistas anuales, de los cuales al menos 1000 pasan una noche en el islote. Los voluntarios se relevaron en Märket cada semana del verano de 2007. Durante este tiempo, publicaron un diario en inglés y estudiaron la isla y su entorno detalladamente.
Por primera vez, las visitas turísticas se han organizado desde Eckerö gracias a barcos que transportan a grupos de cuatro a doce turistas, una o dos veces por semana. El trayecto de ida dura unos 45 minutos, pero depende en gran medida de las condiciones meteorológicas porque, debido a la falta de un verdadero puerto, la aproximación a Märket no es posible en condiciones de marejada fuerte. Estas visitas podrían volver a realizarse en el verano de 2008.